# Битва за Сайгон (1955)
Битва за Сайгон — недельное сражение, произошедшее в 1955 году между вьетнамской национальной армией государства Вьетнам (позже ставшей армией Республики Вьетнам) и частной армией синдиката организованной преступности Бинь Сюена. В то время Бинь Сюен получил лицензию на управление национальной полицией от императора Бао Дая, и премьер-министр Нго Динь Зьем предъявил им ультиматум о сдаче и переходе под контроль государства. Стычки начались 27 апреля 1955 года, и вьетнамская армия в значительной степени разгромила синдикат Сюена в течение недели. Боевые действия в основном были сосредоточены в китайском деловом районе Тёлон в центральной части города. В густонаселенном районе в результате перекрестного огня погибло от 500 до 1000 человек и до 20 000 мирных жителей остались без крова. В конце концов, синдикат, возглавляемый Бинь Сюеном потерпел решительное поражение, армия была расформирована, а их операции провалились.

## Предпосылки
В полночь с 29 на 30 марта в Сайгоне прогремели взрывы, когда Бинь Сюен отреагировал на отстранение Зьема от должности начальника полиции. 200 солдат Бинь Сюена начали атаку на штаб национальная армии. Столкновения были безрезультатными: армия Вьетнама несла потери 6:10, к восходу Солнца тела мирных жителей лежали на тротуарах.

## Битва
Финальная битва между армией Нго Динь Зьема и Бинь Сюена началась 28 апреля в полдень. После первоначальных перестрелок из стрелкового оружия и минометов, армия Вьетнама прибегла к тяжелой артиллерии. Это совпало с растущими призывами внутри администрации Эйзенхауэра сместить Динь Зьема, потому что Эйзенхауэр считал, что он не может подчинить Бинь Сюена и объединить страну. К вечеру большая часть центральной части города была охвачена уличными перестрелками. К утру 28 апреля бои вывели на улицы тысячи мирных жителей. Квадратная миля города вокруг густонаселенного внутреннего городского района Тёлон, где была крепость Бинь Сюена, стала зоной свободного огня. Артиллерия и минометы сравняли с землей районы города, убив пятьсот мирных жителей и оставив двадцать тысяч без крова. Наблюдатели описали боевые действия с обеих сторон как «отсутствие стратегии и упор на тактику истощения грубой силой». Одним из немногих манёвров, который считался тактическим, была попытка вьетнамской армии отрезать подкрепление Бинь Сюена, разрушив мост через канал Сайгон-Тёлон. Это стало бессмысленным, когда войска Сюена перебросило через канал понтонные мосты. Казалось, что исход конфликта будет определяться той стороной, которая сможет понести большее количество потерь. В первый день боев было убито около 300 комбатантов.
Утром, 28 апреля, в Вашингтоне госсекретарь США Джон Даллес позвонил Джону Коллинзу, чтобы приостановить действия, направленные на замену премьер-министра. Эйзенхауэр решил, что они должны быть отложены до исхода операции вьетнамской армии. Коллинз и Даллес поссорились на заседании Совета национальной безопасности, и Коллинз яростно призвал убрать Зьема. Коллинз продолжал утверждать, что попытка уничтожить Бинь Сюен силой приведет к гражданской войне. Совет национальной безопасности поддержал позицию Джона Даллеса.
После 48 часов боя армия Вьетнама начала брать верх в сражении. Le Grand Monde, ранее крупнейшее игорное заведение Бай Вьена и временно служившее цитаделью Бинь Сюен, было захвачено десантниками армии Вьетнама после битвы, которая привела к тяжелым потерям с обеих сторон. Затем, армия штурмовала одну из самых сильно укрепленных цитаделей Бинь Сюена, среднюю школу Петруса Ки в Тёлоне. К тому времени, когда 2 мая Коллинз вернулся в Южный Вьетнам, битва была почти выиграна. Силы Сюена были разбиты и отступили, а их командные пункты были сровнены с землей. Штаб Бай Вьена был разрушен, а его тигры, питоны и крокодилы внутри были убиты минометными обстрелами и артиллерийским огнем.

## Последствия
Бай Вьен сбежал в Париж, чтобы прожить свою жизнь на прибыль от своих преступных предприятий, а армия Вьетнама преследовала остатки армии Бинь Сюена в районе дельты Меконга недалеко от камбоджийской границы. В Сайгоне ликующие толпы собрались возле резиденции Зьема, выкрикивая «Долой Бао Дая» (вьет. «Đả đảo Bảo Đại»).